# Inform
Inform en un sistema de creación de aventuras conversacionales y un lenguaje de programación creado en 1993 por Graham Nelson.
El sistema está dividido en dos partes: el compilador y la biblioteca, un conjunto de software que realiza las tareas de análisis sintáctico de la entrada de datos por parte del jugador y mantiene registro del modelo de mundo creado.
El compilador de Inform genera archivos para Máquina-Z o Glulx a partir del código fuente. Estos archivos pueden ser ejecutados por cualquier intérprete de dichas máquinas virtuales, es decir, que Inform es un lenguaje interpretado, al estilo de Lisp o Python. Por esta razón todos los juegos realizados con Inform pueden ser portados a cualquier plataforma que tenga un intérprete adecuado sin tener que cambiar ni una línea de código. 
El lenguaje de programación está orientado a objetos y dirigido por eventos. Los elementos claves son los objetos, que están organizados en un árbol jerárquico. Normalmente las relaciones padre-hijo entre los objetos representan la relación Habitación-Objeto, Personaje-Objeto u Objeto-Objeto. De esta forma todos ellos pueden moverse por el árbol. Normalmente los objetos de nivel superior representan habitaciones, mientras que los de más abajo serán los contenidos de las habitaciones, ya sean objetos físicos, personajes no jugadores, el personaje jugador, o efectos de ambiente.
La biblioteca hace casi todo el trabajo dejando al programador la tarea de definir todos estos objetos, con sus propiedades y sus reacciones ante el entorno (las acciones del jugador u otros eventos). Existen bibliotecas llamadas InformATE (Inform Ahora Totalmente en Español) e INFSP que funcionan con el compilador original y permiten crear juegos en español.